# Ленгенванг
Ленгенванг (њем. Lengenwang) општина је у њемачкој савезној држави Баварска. Једно је од 45 општинских средишта округа Осталгој. Према процјени из 2010. у општини је живјело 1.365 становника. Посједује регионалну шифру (AGS) 9777149.

## Географски и демографски подаци
Ленгенванг се налази у савезној држави Баварска у округу Осталгој. Општина се налази на надморској висини од 807 метара. Површина општине износи 19,6 km². У самом мјесту је, према процјени из 2010. године, живјело 1.365 становника. Просјечна густина становништва износи 70 становника/km².